# Grallaire de Cuzco
Grallaria erythroleuca
Espèce
Statut de conservation UICN

 LC  : Préoccupation mineure
La Grallaire de Cuzco (Grallaria erythroleuca) est une espèce d'oiseaux de la famille des Grallariidae endémique au Pérou. Cette espèce est monotypique (non divisée en sous-espèces).

## Description
L'adulte mesure 17 cm pour un poids allant de 73 à 80 g.

## Répartition et habitat
Cette espèce est endémique au Pérou. Son habitat naturel est subtropical ou des forêts tropicales humides[réf. nécessaire].